# Rychmburk
Hrad Rychmburk (německy Reichenburg) se nachází u obce Předhradí (dříve také názvem Rychmburk) v okrese Chrudim a Pardubickém kraji, 5 km východně od Skutče. Leží na severovýchodním konci strmého ostrohu, tvořeného údolími říčky Krounky a Lešanského potoka. Středověký hrad z počátku 14. století byl renesančně a barokně přestavěn a je chráněn jako kulturní památka České republiky.
Hrad, který je majetkem Pardubického kraje, byl po druhé světové válce znárodněn a sloužil pak jako domov důchodců a sociální ústav. V květnu 2021 se po sedmdesáti letech otevřel veřejnosti.

## Historie

### Čtrnácté století
Hrad Rychmburk byl založen v první čtvrtině 14. století Tasem z Mrdic. Jeho příslušnost k rodu z Mrdic je odvozována ze skutečnosti, že tehdejším spolumajitelem hradu byl Heřman z Mrdic, který svůj díl přenechal svým synům Heřmanovi a Ctiborovi z Rychmburka, a dalším majetkovým vtahům s příslušníky rodu. Před rokem 1349 hrad získal Beneš z Vartenberka a před rokem 1361 Vilém z Pardubic, bratr pražského arcibiskupa Arnošta z Pardubic. Kolem roku 1387 převzal hrad Vilémův mladší syn Smil Flaška z Pardubic, který byl známým básníkem a spisovatelem, a po jeho smrti roku 1403 syn Arnošt.

### Patnácté století
V roce 1425 se hradu Rychmburk zmocnili husité (hrad nebyl dobyt, ale když byl v blízké obci Lažany u Skutče upálen podlažický opat, posádka se vzdala za volný odchod) a dali jej do správy Jiříkovi, synovi Jakuba Kroměšína, husitského hejtmana. V roce 1433 si Rychmburk přisvojil husitský vojevůdce Jan Pardus z Horky a Vratkova. V roce 1436 bylo panství za věrné služby císaři vráceno Arnoštovi Flaškovi z Pardubic, synovi předchozího majitele Smila Flašky. Protože o tři roky později zemřel Arnošt jako bezdětný, panství připadlo jako odúmrť králi. V roce 1454 převzal panství Jan Pardus, po něm v roce 1465 nezletilý syn Vilém Pardus, který měl poručníka Zdeňka Kostku z Postupic. Po Vilémově smrti v roce 1490 spravovala panství Anežka z Chlumu a Košumberka.

### Šestnácté století
V roce 1500 získal panství Jindřich Šťastný z Valdštejna, po něm panství v roce 1537 zdědil syn Vilém z Valdštejna, který provedl rozsáhlou opravu hradu. V roce 1550 získal hrad na rok do zástavy Kryštof Jandert z Vrchlabí, po něm získává hrad do svého držení Marie Jansovská ze Soutic. Roku 1555 Rychmburk získal do zástavy Zdeněk Berka z Dubé a Lipé, který v roce 1558 koupil celé rychmburské panství. Po jeho smrti v roce 1572 zdědil panství Václav starší Berka z Dubé a Lipé (1554–1600), který v roce 1600 zemřel a panství připadlo jeho synovi Lvu Burianovi Berkovi z Dubé a Lipé (1586 nebo 1590–1626), českému šlechtici ze starobylého rodu Berků z Dubé, synovci pražského arcibiskupa Zbyňka Berky z Dubé (1551–1606).

### Sedmnácté století – Berkové z Dubé
Lev Burián Berka z Dubé a Lipé rozšířil panství o Rosice, Úhřetice, Řestoky, Dašice a Slatiňany. Roku 1623 byl povýšen do hraběcího stavu a z Rychmburku, Dašic a jiných svých panství vytvořil rozsáhlý rodový fideikomis. Po jeho smrti v roce 1625 panství zdědil jeho nezletilý syn Matyáš Ferdinand, za něho panství spravovala jeho matka Eusebie Hypolita Františka Berková, známá svou nenávistí k protestantům a arogantním přístupem k poddaným. Od roku 1636 spravoval panství již sám Matyáš Ferdinand Berka, který zemřel bez dědiců v roce 1644. Od roku 1650 pak panství držel Bohuslav Ferdinand Berka. Jeho smrtí v roce 1659 vymřela tato linie rodu Berků po meči. Panství proto převzala jeho dcera Františka Božena Rosálie Berková, která správcem panství jmenovala Františka z Jansdorfu. Od roku 1670 přešlo panství na tzv. Jablonskou větev Berků a hrad a panství jako rodový fideikomis převzal František Antonín hrabě Berka (1635 nebo 1649–1706), od roku 1701 dědičný nejvyšší maršálek království. Zemřel bezdětný v roce 1706 a tím rod Berků z Dubé a Lipé v Čechách definitivně vymřel.

### Osmnácté století – Kinští

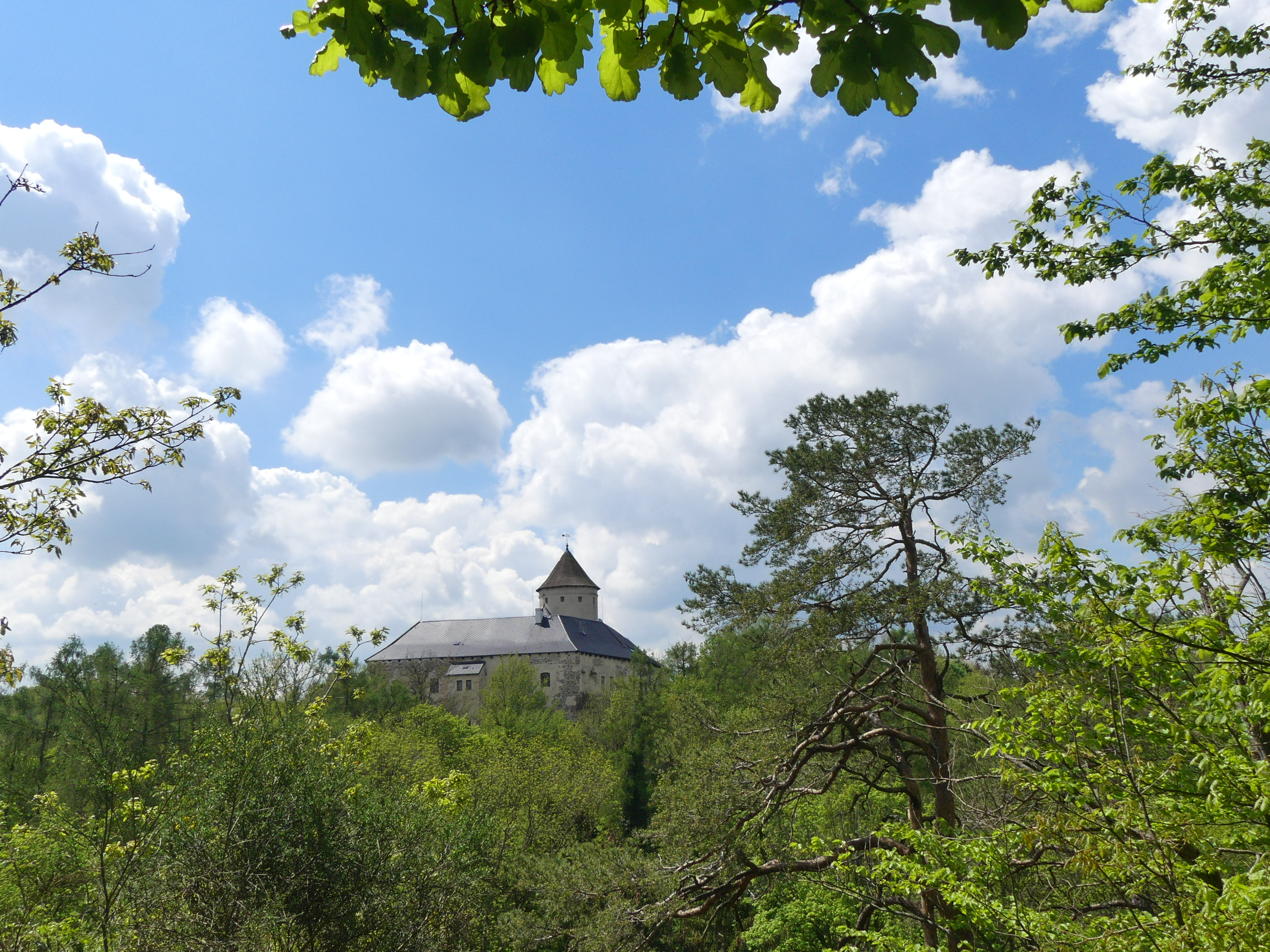
Rychmburk z vyhlídky

Po smrti Františka Antonína Berky zdědila v roce 1706 panství jeho sestřenice Františka Rosálie Berková (1679 nebo 1684–1714), provdaná za Viléma Leopolda Kinského ze Vchynic, který v roce 1709 zemřel. Po smrti Františky Rosálie Berkové v roce 1714 zdědil rychmburské panství její nevlastní bratr Václav Albrecht Bruntálský z Vrbna (1656–1732), Bruntálští z Vrbna byl starý šlechtický rod původem ze Slezska.
V roce 1718 kupuje rychmburské panství Václav Norbert Oktavián Kinský (1642–1719), již v následujícím roce však umírá a rychmburské panství odkazuje svému synovi Štěpánu Vilému, knížeti Kinskému (1679–1749), z tzv. choceňské linie rodu Kinských, který byl známý svou velkorysostí a dobrým vztahem k poddaným. Po jeho úmrtí v roce 1749 panství převzal jeho syn František Josef Kinský (1726–1752), který již roku 1752 umřel. Panství zdědila jeho nezletilá dcera Marie Augusta Kinská (1751–1763), která byla zasnoubena se svým příbuzným – bratrancem z tzv. chlumecké větvě rodu Kinských, Filipem Kinským. Sňatek se ovšem nikdy neuskutečnil, v roce 1753 Marie Augusta ve dvanácti letech umírá.
Rychmburské panství podle rodinných dohod přebírá Filip Kinský, provedl například rozsáhlou úpravu hradu Rychmburk, zakládal dvory a ovčíny, které daly základ novým osadám na panství. Zadal také stavbu loveckého zámku Karlštejn v pozdně barokním stylu ve Svratouchu, na mohutném vrchu (dnes Karlštejn ve Žďárských vrších, nad údolím s městem Svratkou a stejnojmennou řekou). V roce 1823 prodal panství bavorskému knížecímu rodu Thurn-Taxis.

### Novodobé dějiny

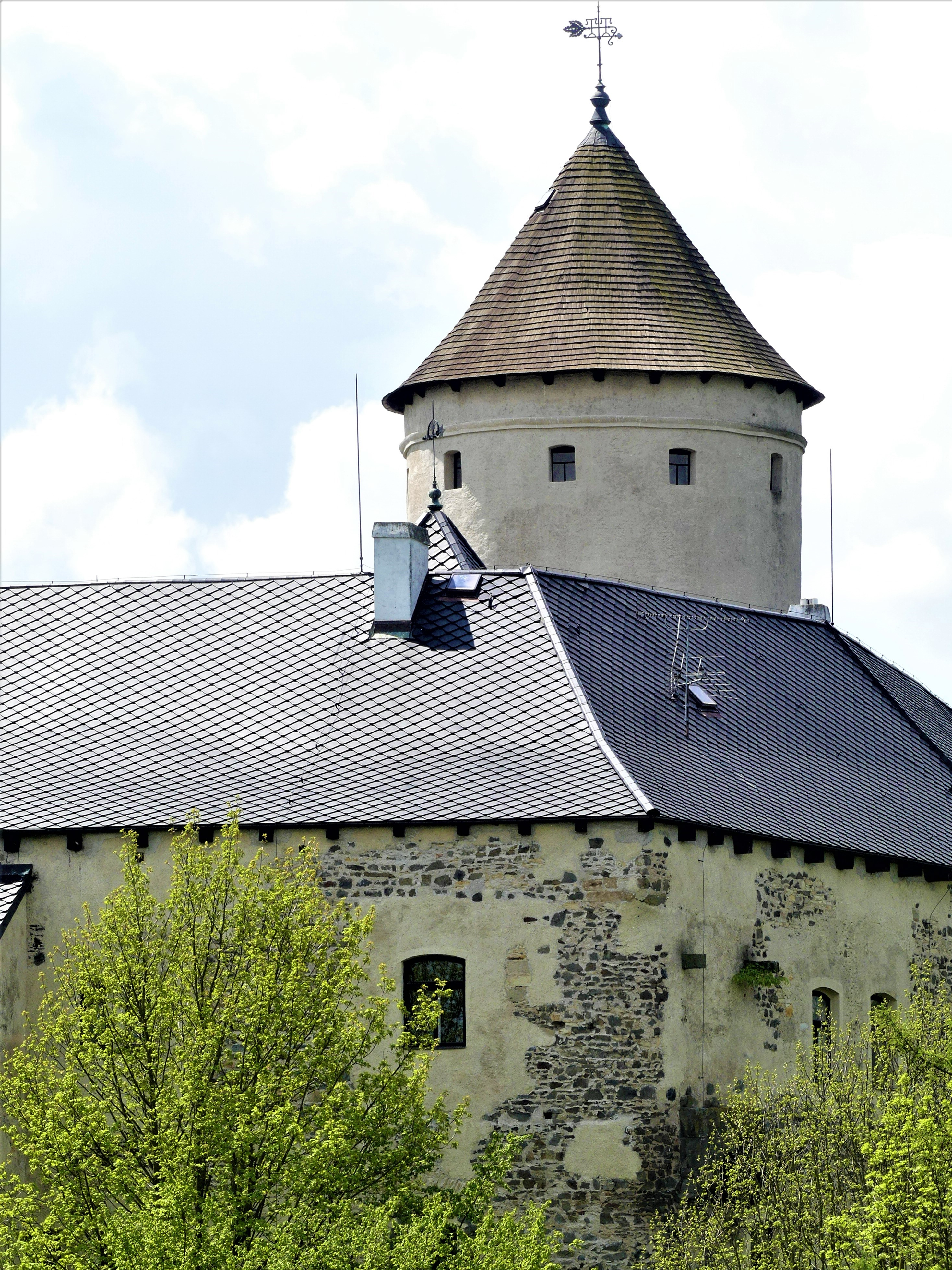
Rychmburk z vyhlídky

Filip Kinský držel panství Rychmburk až do roku 1823, kdy je společně s panstvím Chroustovice prodal knížeti Karlu Alexandru Thurn-Taxisovi. V roce 1826 Taxisové ještě přikoupili statek Košumberk, čímž se panství přiřadilo k největším v kraji. V roce 1827 panství zdědil jeho syn Maxmilián Karel z Thurn-Taxisu. V roce 1848 panství zahrnovalo 2 města, 2 městečka a 70 obcí. V roce 1871 pak panství získal Maria Karel z Thurn-Taxisu a posledním majitelem hradu a panství byl Albert Maria princ z Thurn-Taxisu.
Thurn-Taxisové sídlili v Řezně. Vrchnostenská správa sídlila v Rychmburku a Chroustovicích. Hlavním zdrojem velkostatků Rychmburk-Chroustovice-Košumberk byly příjmy z lesů. Po první světové válce uvalilo ministerstvo zemědělství v roce 1919 na panství Rychmburk vnucenou správu a správcem jmenovalo Františka Landmanna.
V rámci pozemkové reformy pak v březnu 1924 zahájil přídělový komisař Státního pozemkového úřadu v Chrudimi přídělové řízení na velkostatku Rychmburk se dvory: Radhošť, Uhersko, Lozice, Rychmburk, Daletice a Malejov, ležící svými pozemky v katastrech obcí: Radhošť, Trusnov, Lozice, Janovičky, Týnišťko, Uhersko, Opočno, Rychmburk, Košumberk, Luže, Zdislav, Štěpánov, Hněvětice, Doly, Krouna, Bělá, Blatno, Čachnov, Chlumětín, Cikánka, Hamry, Herálec, Dol. Holetín, Jeníkov, Kameničky, Křížámky, Lhoty, Studnice, Svratka, Svratouch, Zalíbené, Mrákotín, Pokřikov, Prosetín, Rychnov, Hluboká, Pustá, Kamenice, Ostradov s celkovou přibližnou výměrou 1 458 ha. К přejímanému velkostatku náležely: pivovary Rychmburk a Košumberk, lihovary v Rychmburku a Uhersku.
V roce 1945 byl velkostatek i hrad znárodněn a byl zde zřízen domov pro staré občany. Lesy velkostatku byly přiřazeny ke státním lesům. V letech 2007–2021 sloužil jako domov pro duševně nemocné dospělé. Dne 22. května 2021 se hrad po 70 letech otevřel veřejnosti. Hrad spravuje Regionální muzeum v Chrudimi.

## Popis

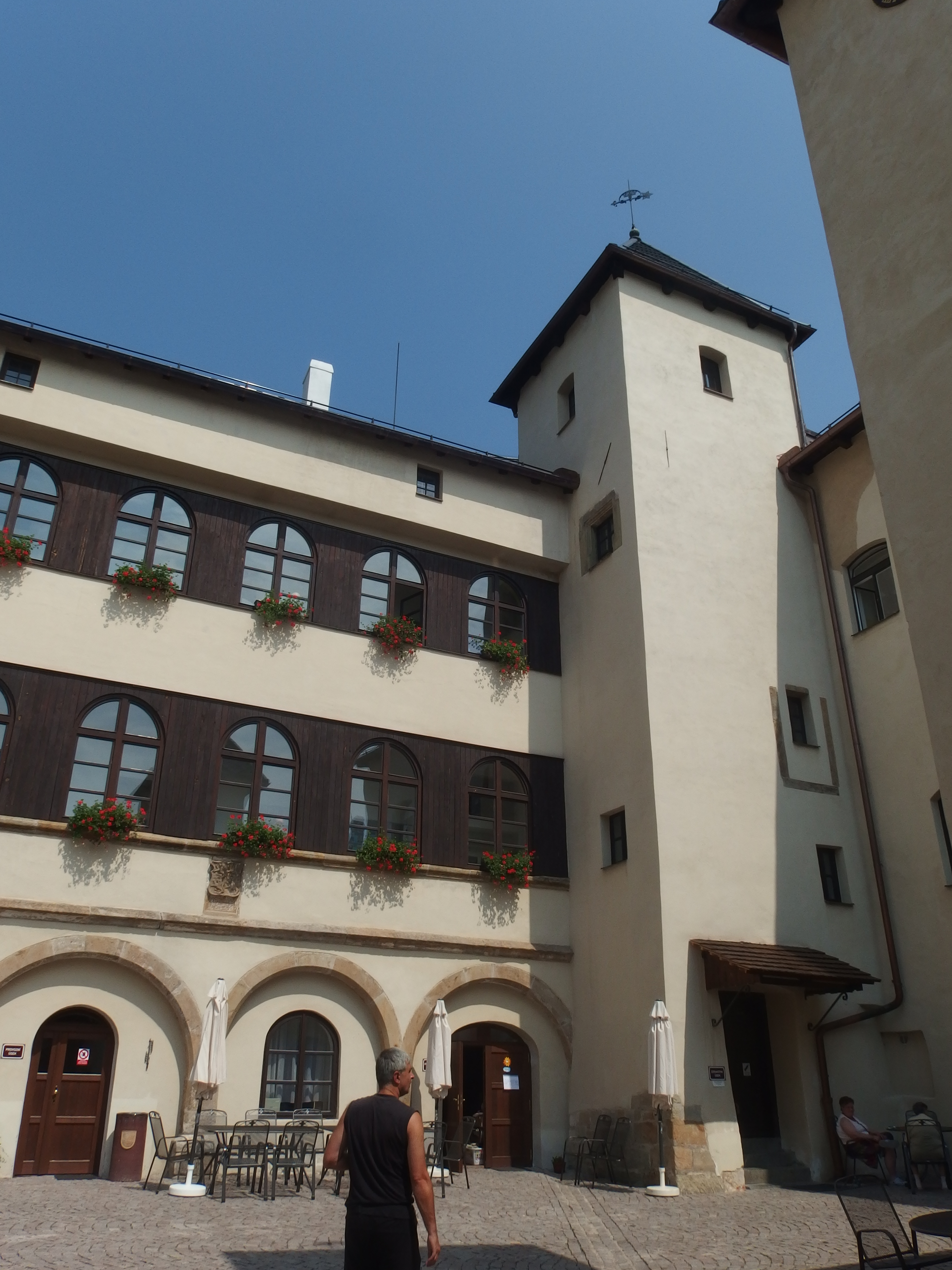
Nádvoří hradu od vstupní brány

Obdélná dvoupatrová stavba stojí na ostrohu nad strmým údolím a od obce Předhradí je oddělena umělým příkopem. Vstupní brána v jižním rohu budovy má renesanční ostění. V západním rohu obdélného nádvoří je okrouhlá věž ze 14. století se zbytky sgrafit. V patře severního křídla je renesanční pavlač a tři pravoúhlé portálky s ostěním. V severním rohu je menší čtyřboká věž. Z nádvoří se vstupuje do sklepní místnosti, sklenuté na střední pilíř. Ve druhém patře okrouhlé věže je kaple svatého Kříže ze druhé poloviny 17. století se zajímavou klenbou a dvěma deskovými obrazy.